# Force Publique
Force Publique bylo četnictvo a žoldnéřské koloniální vojsko udržující pořádek ve Svobodném státě Kongo a později v Belgickém Kongu. Tyto jednotky o síle přibližně 20 000 mužů působily v letech 1886 až 1960. Po zisku samostatnosti Konga v roce 1960 byly přetvořeny v konžskou národní armádu. Force Publique se zapojily do bojů první i druhé světové války a prosluly značnou krutostí. 

## Galerie

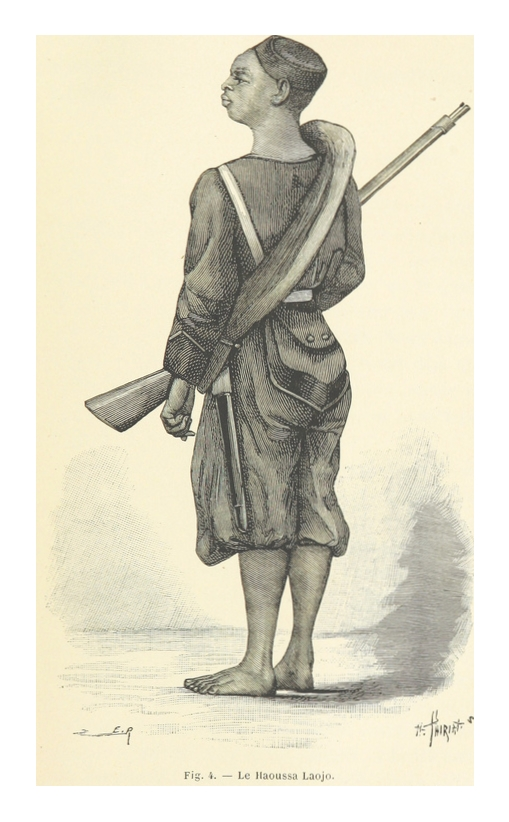
Žoldnéř v roce 1889
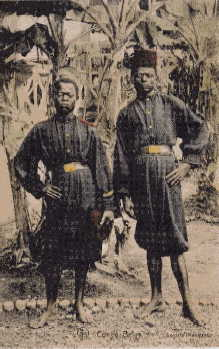
Dvojice příslušníků Force Publique
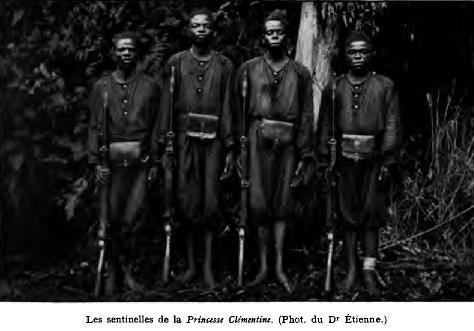
Příslušníči Force Publique okolo 1900
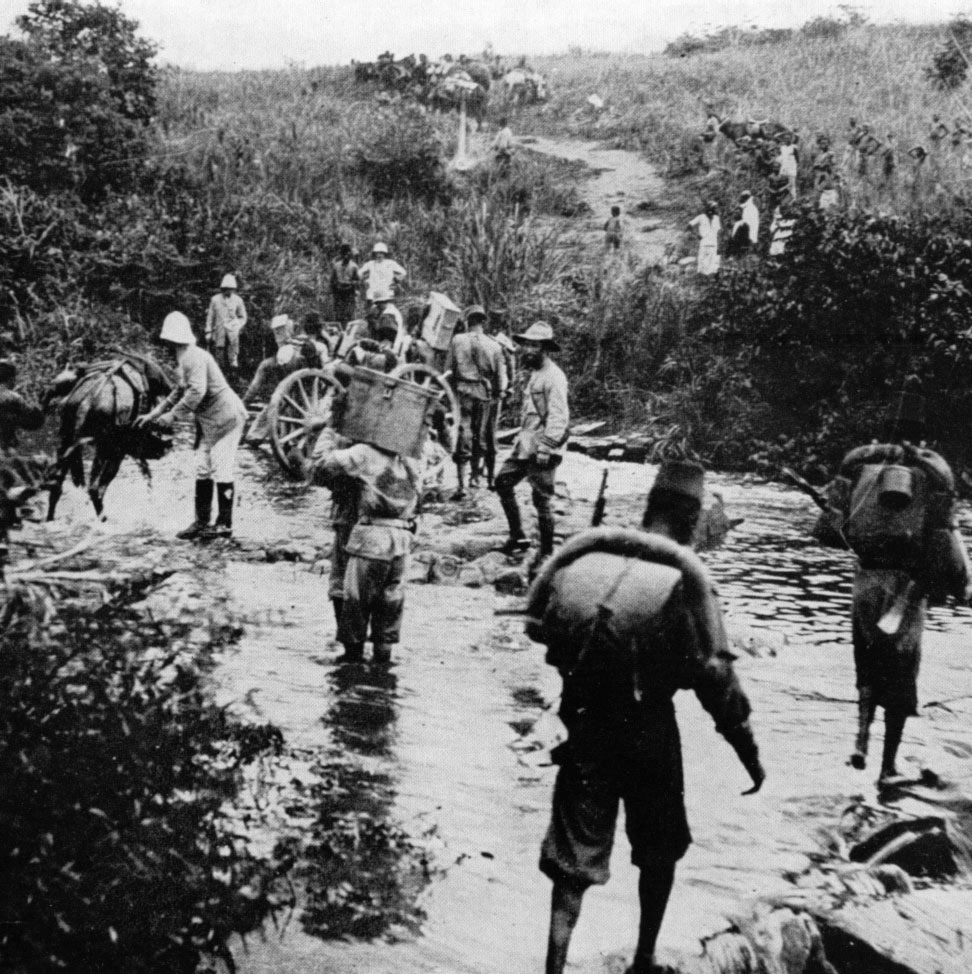
Jednotky Force Publique postupující v roce 1916 během kampaně v Německé východní Africe
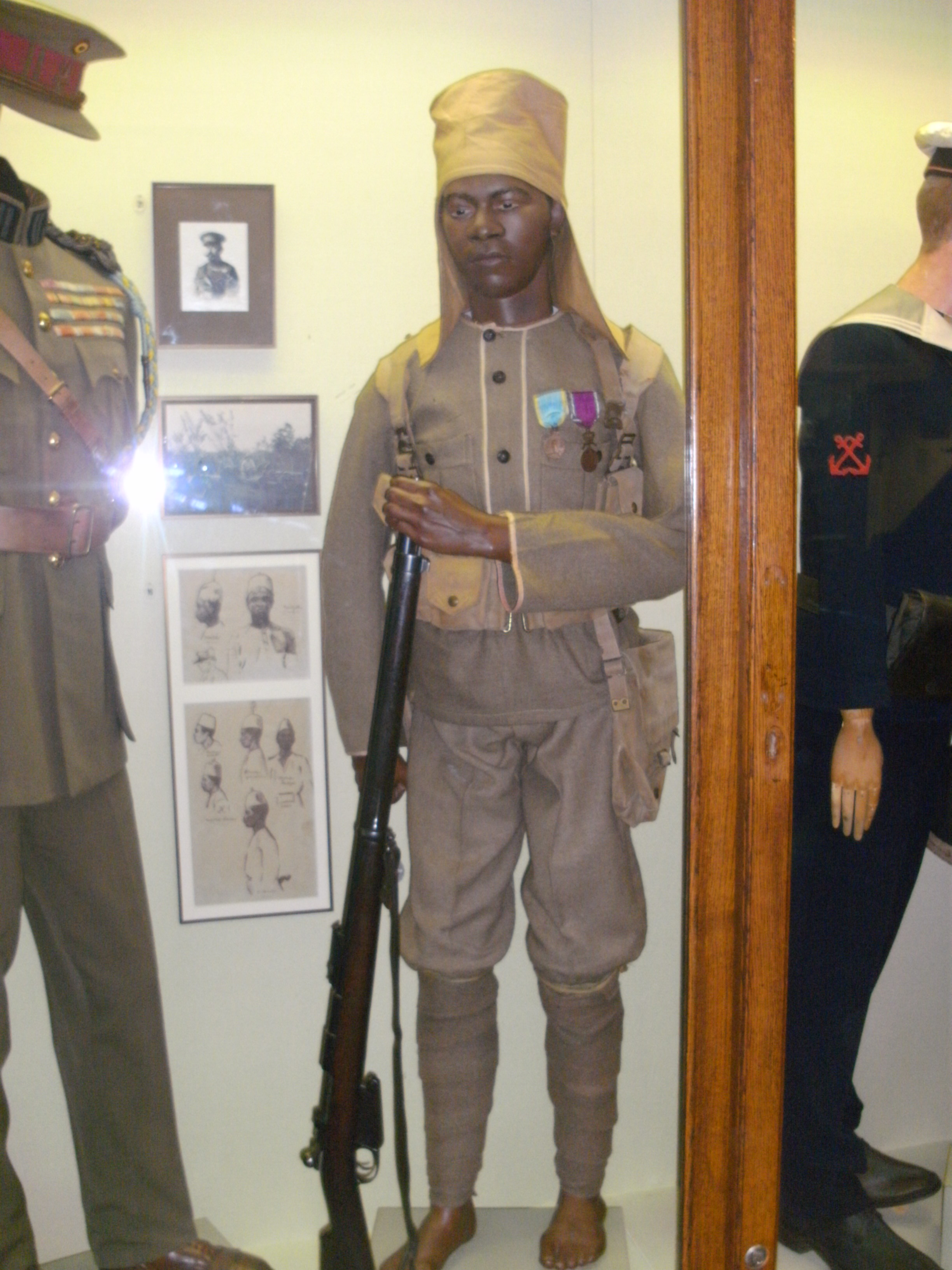
Uniforma z roku 1918
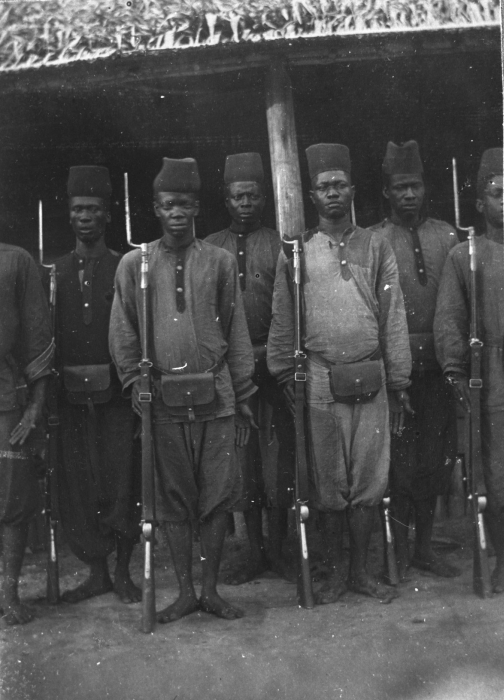
Vojáci s bajonety mezi 1910 a 1925
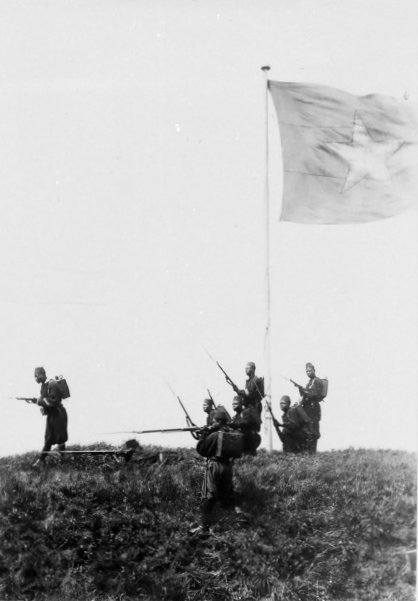
Vojáci s praporem v roce 1928
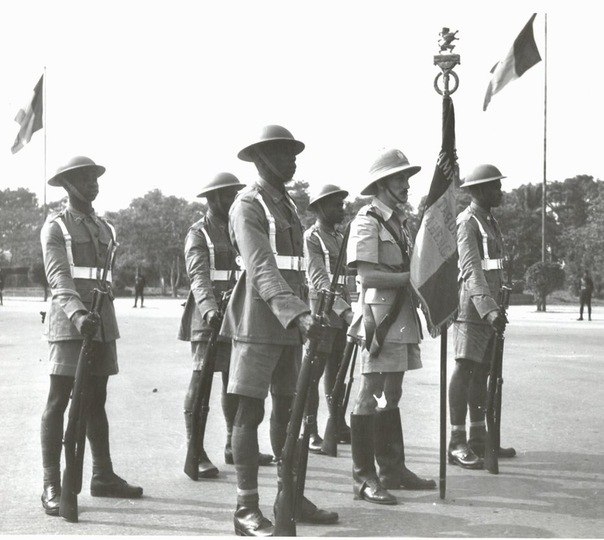
Přehlídka v roce 1940
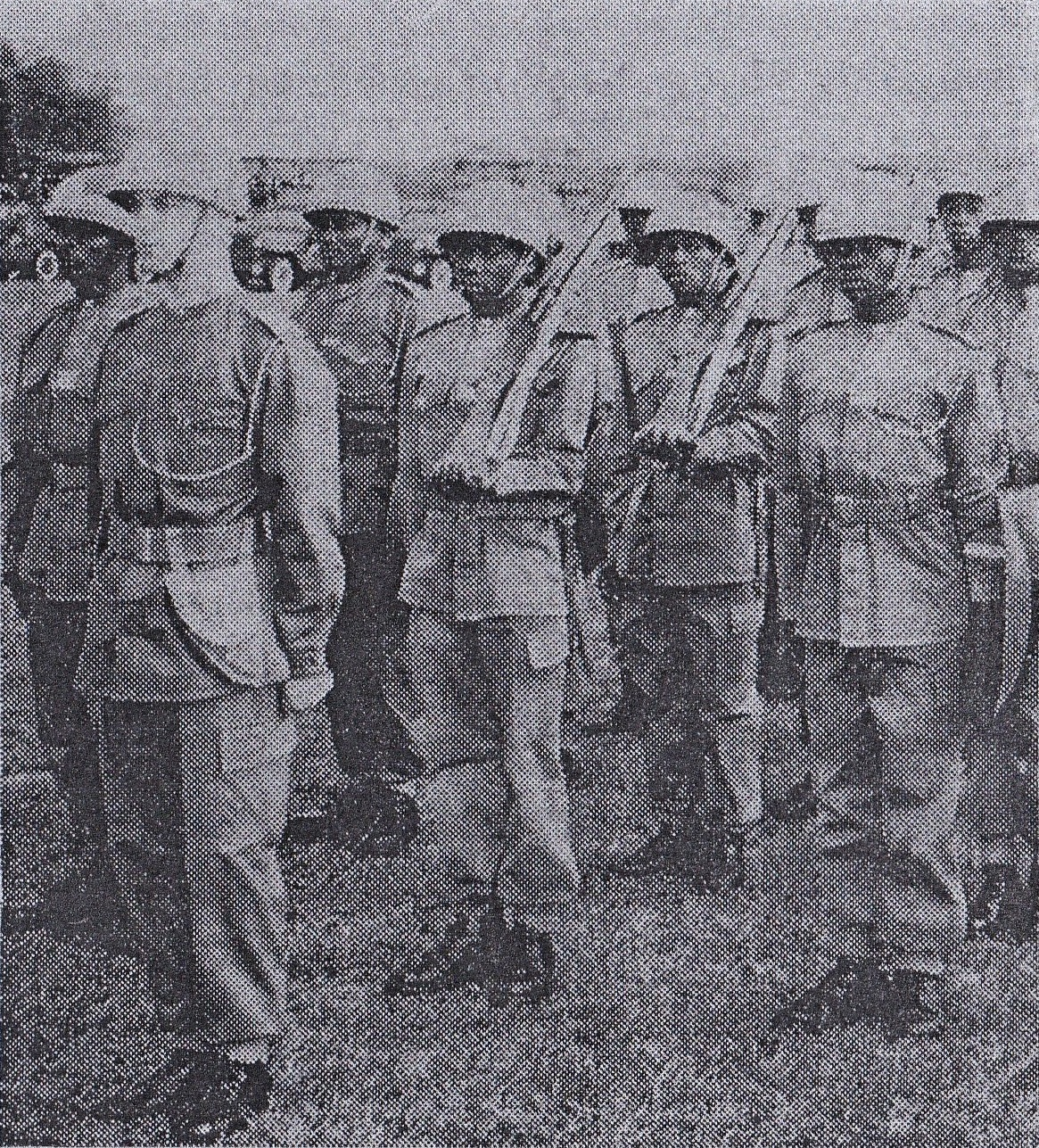
Jednotky nastoupené v roce 1959 v Kinhase